# 多利斯克 (卡明-卡希爾斯基區)
51°53′35″N 25°31′2″E / 51.89306°N 25.51722°E
多利斯克（烏克蘭語：Дольськ），是烏克蘭的村落，位於該國西部沃倫州，由卡明-卡希尔斯基区的柳貝希夫市鎮管轄，始建於1650年，面積2.83平方公里，海拔高度142米，2001年人口791，人口密度每平方公里0.28人。